# Boletinellus merulioides
Boletinellus merulioides là một loài nấm thuộc chi tro trong họ Boletinellaceae. Được mô tả là loài mới đối trong ngành khoa học vào năm 1832, khi đó nó được tìm thấy ở châu Á và phía đông Bắc Mỹ, nơi nó mọc trên mặt đất gần những cây họ tro.

## Phân loại
Loài này lần đầu tiên được mô tả với tên gọi khoa học là Daedalea merulioides bởi Lewis David de Schweinitz vào năm 1832, từ các bộ sưu tập được thực hiện ở Salem. William Alphonso Murrill đã chuyển loài này sang chi Boletinellus vào năm 1909. Nó thường được gọi là "tro-cây tro". Rolf Singer đã phân loại nó trong chi Gyrodon, nhưng nó không liên quan chặt chẽ với chi này về mặt di truyền của ngành sinh học.

## Mô tả
Mũ của loài này ban đầu lồi trước khi được làm phẳng để lồi hẳn khi trưởng thành và có thể đạt đường kính 5–12 cm (2,0–4,7 in). Bề mặt của nó từ khô đến hơi dính, và mịn hoặc được phủ bằng các sợi nhỏ. Màu của nó dao động từ vàng nâu đến nâu đỏ, và sẽ bầm tím ngả sang vàng nâu. Thịt có màu vàng và lát cắt của nó, sẽ không có phản ứng màu hoặc thay đổi từ từ sang màu xanh lam. Nó không có mùi vị đặc biệt hoặc mùi. Bề mặt lỗ chân lông có màu vàng nhạt đến vàng xỉn hoặc ô liu, nhưng sẽ từ từ chuyển sang màu xanh và sau đó là màu nâu đỏ như một phản ứng với chấn thương. 
Thân quả của loài này có thể ăn được. Nó cũng có thể được sử dụng trong nhuộm nấm để tạo ra màu nâu nhạt hoặc nâu sẫm, tùy thuộc vào chất gắn của nó được sử dụng.

## Sinh thái và phân phối
Loài này được tìm thấy ở miền đông Bắc Mỹ, từ miền đông Canada đến Alabama và phía tây cho đến vùng Wisconsin. Nó cũng được tìm thấy ở Mexico. Một loài phổ biến hơn, nó ra quả vào mùa hè và mùa thu. Nó cũng đã được báo cáo là có cả ở châu Á (Nhật Bản).